# Mesoprionus persicus
Mesoprionus persicus es una especie de escarabajo longicornio del género Mesoprionus, categorizada en la tribu Prionini, de la subfamilia Prioninae. Fue descrita por Redtenbacher en 1850.
El período de actividad en ejemplares adultos se presenta regularmente entre mayo y agosto. Existen ejemplares en colecciones privadas rusas.

## Descripción
Mide 20-38 mm de longitud. Sin embargo, se han encontrado ejemplares de hasta 46 mm.

## Distribución
Se distribuye por Asia: Irán, Iraq y Turquía.